# Mussy-l'Évêque
Pour les articles homonymes, voir Mussy et L'Évêque.
Ne doit pas être confondu avec Mussy-sur-Seine.
Mussy-l’Évêque est une ancienne commune de la Moselle. Cette commune a fusionné en 1810 avec Charleville-sous-Bois, dont c'est aujourd'hui un hameau.
Mussy-l’Évêque est connu pour sa chapelle dédiée à Saint-Jacques-de-Compostelle.

## Toponymie
- En lorrain : Mch’y[2]. En allemand : Mitchen[2].
- Mucei (1237), Messey (1360), Le Chaustel de Musy (XVe siècle), Muissy (1618)[2], Mussy-l’Evêque (1801)[1].
- Durant le XIXe siècle, Mussy-l’Évêque était également connu au niveau postal sous l'alias de Metchen[3].

## Histoire
Le château appartenait à l'archevêque de Trèves, puis a été cédé en 1159 à l'évêque de Verdun pour le dédommager des dégâts que la garnison de cette forteresse causait dans ses domaines. 
Au XIVe siècle, il a appartenu aux comtes de Bar, avant d'être emporté par les Messins en 1358. 
Le duc de Bourgogne Philippe le Bon fait le siège de la ville en 1433. 
La famille de Niedbruck, de petite noblesse et au service des ducs de Lorraine, a hérité de la seigneurie au XVIe siècle. Elle la détenait encore au siècle suivant.
En 1663, le comte d'Apremont a enlevé le château de Mussy au duc de Lorraine. L'édifice a finalement été rendu à Charles IV par le traité de Marsal. En 1670, il a été pris et rasé par les Français. 
En 1681, Mussy-l’Évêque était le siège d'un fief mouvant de l'évêché de Metz. 
Avant 1790, la commune dépendait du bailliage de Vic et était annexe de la paroisse de Charleville.
De 1790 à 1802, elle faisait partie du canton de Vry, puis elle est passée dans celui de Vigy.
Elle était chef-lieu communal jusqu'au 18 novembre 1810, avant d'être réunie à Charleville.

## Démographie
| 1793 | 1800 | 1806 |
| ---- | ---- | ---- |
| 117  | 120  | 130  |

## Culture locale et patrimoine

### Lieux et monuments
- Chapelle Saint-Jacques-et-Saint-Christophe.

### Activités
- La procession et la messe annuelle de l'Assomption[7].